# Scyphularia
Scyphularia is een voormalig geslacht van varens uit de familie Davalliaceae. Deze zijn sinds enkele jaren opgenomen in het geslacht Davallia.
Voor de kenmerken van dit geslacht, zie aldaar.